# Caye Little Hall's Pond
La caye Little Hall's Pond, en anglais Little Hall's Pond Cay, est une caye privée de 18 hectares et de 400 m de long, de l’archipel des îles Exumas aux Bahamas dans les Caraïbes. Elle est la propriété de l'acteur américain Johnny Depp depuis 2004.

## Historique
Ces îles ont été des repaires historiques pour les pirates des Caraïbes (piraterie dans les Caraïbes).
En 2002, l'acteur américain Johnny Depp a un coup de foudre pour les Bahamas, lors du tournage du film Pirates des Caraïbes : La Malédiction du Black Pearl.

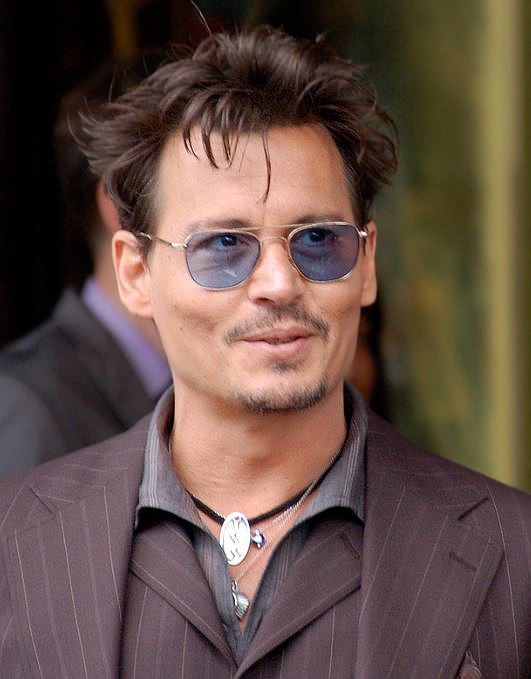
Johnny Depp
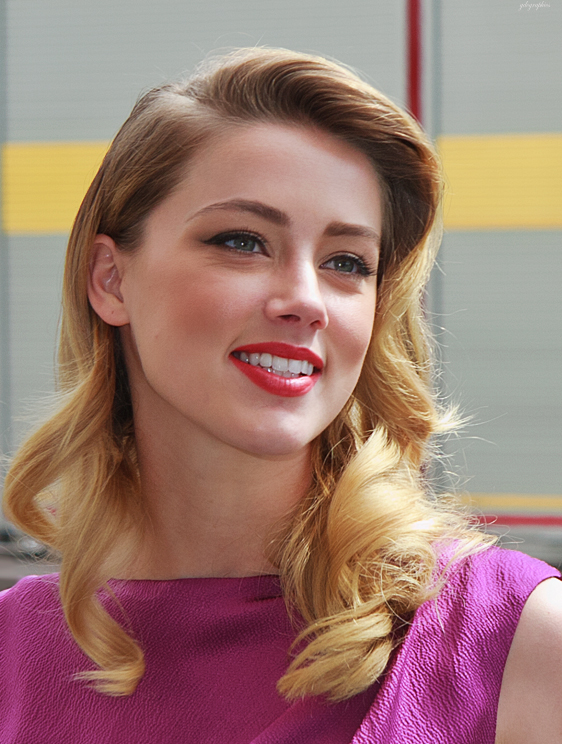
Amber Heard

En 2004, il achète cette île, au large de la Floride et de Cuba, à 100 km au sud de Nassau, capitale des Bahamas, pour 3,5 millions de dollars.
En février 2015, il y fête son mariage avec l'actrice américaine Amber Heard avec une cinquantaine d'invités.

## Caractéristiques
L’Île possède entre autres une marina privée, des lagons et six plages de sable blanc, d'eau turquoise et de cocotiers, qu'il baptise du nom de sa compagne Vanessa Paradis et de leurs deux enfants Lili Rose et Jack, ainsi que de ses mentors :
- Le lagon intérieur est baptisé Heath’s Place, en hommage à l’acteur Heath Ledger.
- La plage Gonzo Beach porte ce nom en mémoire du journaliste gonzo Hunter Thompson, coproducteur du film Rhum express.

D'autres célébrités, du cinéma ou autres, sont également propriétaires d'îles privées : Mel Gibson, Leonardo DiCaprio (Caye Blackadore, au large du Belize), Richard Branson (Necker Island), Nicolas Cage (Leaf Cay (ceb)), David Copperfield (Musha Cay (en)), etc.